# 記憶 (槇原敬之の曲)
「記憶」（きおく）は、槇原敬之の楽曲。2018年10月10日にBuppu Labelより48作目のシングルとして発売された。

## 概要
前作『理由』より約2年2ヶ月ぶりのリリースで、アルバム『Design & Reason』からの先行シングル。
表題曲「記憶」は、ニベア花王「NIVEA」シリーズ日本発売50周年記念のCMソングとして書き下ろされた楽曲で、「触れる」をテーマとして書かれたものであり、2011年の発売100周年を機に設定されたブランドスローガン「まもりたい」は取り上げられていない。歌詞について槇原は、「コミュニケーションは増えたけど、実際に会って手を握られると、言葉を重ねるよりも多くの情報が伝わってくる。これは音楽にも当てはまると思う。」「『もろに手で心をさわってくるのは音楽と芸術ぐらい』という話が自分の周囲に出て、僕自身は頭になかった事だけど、そんな意味合いもあるかもなと思った。」と語っている。
シングルには、CMで使用されたオリジナルバージョンのほか、ストリングスバージョン、英語バージョンの3バージョンとそのカラオケ音源が収録された。CDジャケットのデザインは、BEAMSの竹中智博が手がけたもので、槇原の幼少期の写真と発売当時の槇原の写真を組み合わせたデザインとなっている。また、CDのラベルは槇原のアイデアに基づき、ニベアクリームの缶をイメージしたデザインとなっている。
22ndアルバム『Design & Reason』には、アルバムバージョンで収録された。

## 収録曲
| #         | タイトル                                   | 作詞・作曲                 | 編曲      | 時間  |
| --------- | ------------------------------------------ | -------------------------- | --------- | ----- |
| 1.        | 「記憶」                                   | 槇原敬之                   |           | 5:27  |
| 2.        | 「記憶 (Strings Version)」                 | 槇原敬之                   | Tomi Yo   | 5:23  |
| 3.        | 「Memories」                               | - 槇原敬之 - Aimee（訳詞） |           | 5:29  |
| 4.        | 「記憶 (Backing Track)」                   |                            |           | 5:27  |
| 5.        | 「記憶 (Strings Version) (Backing Track)」 |                            |           | 5:23  |
| 6.        | 「Memories (Backing Track)」               |                            |           | 5:29  |
| 合計時間: | 合計時間:                                  | 合計時間:                  | 合計時間: | 32:38 |

## タイアップ
- ニベア花王「NIVEA」CMソング

## 収録アルバム
記憶
- Design & Reason（Album Ver.）